# Henry Wynkoop
Henry Wynkoop (2 mars 1737 - 25 mars 1816) était membre du Congrès continental (à partir de 1779), puis représentant des États-Unis pour l'état de Pennsylvanie lors du premier congrès des États-Unis, de 1789 à 1791.

## Vie et carrière
Wynkoop est né le 2 mars 1737 dans le comté de Bucks , en Pennsylvanie. À sa mort en 1759, il hérita de la ferme de son père, à Newtown, d'une superficie de 153 acres. Il a été admis à l'Université de Princeton mais n'a pas achevé ses études car il s'est impliqué dans la politique locale.
Avant son mandat en tant que représentant du peuple, il a été juge au Tribunal des plaintes communes de Pennsylvanie et à la cour des orphelins de Kingston, en Pennsylvanie, de 1780 à 1789. Après son mandat au Congrès, il a été nommé juge associé dans le comté de Bucks, fonction qu'il a exercée jusqu'à sa mort dans ce comté le 25 mars 1816; il a été enterré dans le cimetière de la Low Dutch Reformed Church, à Richboro, en Pennsylvanie.

## Famille
Wynkoop s'est marié trois fois et a eu huit enfants. En 1761, il épousa Susannah Wanshaer, décédée en 1776. En 1777, il épousa Maria Cummings, décédée en 1781. Il épouse sa troisième femme, Sarah Newkirk, décédée en 1813 .
Son petit-fils, Edward W. Wynkoop, fut l'un des fondateurs de la ville de Denver, Colorado.